# Dragonstone (Game of Thrones)
«Dragonstone» es el primer episodio de la séptima temporada de la serie de televisión de fantasía medieval Game of Thrones, de la cadena HBO. Fue escrito por los creadores de la serie, David Benioff y D. B. Weiss y dirigido por Jeremy Podeswa.
La trama principal del episodio se centra en el esperado regreso de Daenerys Targaryen a Poniente con sus fuerzas, mientras que los Lannister tratan de crear una alianza con Euron Greyjoy luego de la desaparición de la casa Frey.
"Rocadragón" recibió críticas positivas, considerando la venganza de Arya Stark contra la casa Frey, la expiación de Sandor Clegane por su antigua vida y el dramático regreso de Daenerys a Rocadragón como puntos importantes del episodio. En Estados Unidos, el capítulo alcanzó una audiencia de 10.11 millones de espectadores en su primera emisión.
Este episodio marca la última aparición de David Bradley.

## Argumento

### En las Tierras de los Ríos
Disfrazada como Walder Frey, Arya Stark (Maisie Williams) mata a todos los hombres de la casa Frey con vino envenenado, denunciándolos por sus acciones y dejando viva a la esposa de Frey, Kitty, para darle testimonio de que "el Norte nunca olvida". Mientras se dirige hacia el sur, Arya acampa con soldados Lannister amistosos. Ellos toman como broma la intención de Arya de matar a la Reina.
La Hermandad sin Estandartes y Sandor Clegane (Rory McCann) se refugian en la granja que Sandor robó una vez; el granjero y su hija llevan mucho tiempo muertos adentro de ella. Beric Dondarrion (Richard Dormer) admite que no sabe por qué fue resucitado repetidas veces. Thoros de Myr (Paul Kaye) le muestra al Sabueso una visión de fuego de los Caminantes Blancos en un punto donde el Muro se encuentra con el mar. Por la noche, un Sandor profundamente preocupado entierra a los cuerpos en privado. Al descubrirlo, Thoros lo ayuda.

### Más Allá del Muro
Los Caminantes Blancos y los gigantes marchan hacia el sur. Bran Stark (Isaac Hempstead-Wrigh) y Meera Reed (Ellie Kendrick) llegan al Muro. Eddison Tollett (Ben Crompton), persuadido por el conocimiento de Bran sobre los Caminantes Blancos y la experiencia de Edd con ellos, los deja pasar.

### En Invernalia
A pesar de las objeciones de Sansa Stark (Sophie Turner), Jon Snow (Kit Harington) perdona a los niños Alys Karstark y Ned Umber por las traiciones de sus padres; los dos herederos juran lealtad. Jon le ordena a Tormund Giantsbane (Kristofer Hivju) y a los salvajes que fortalezcan el Guardiaoriente y que todos los norteños, incluyendo mujeres y niños, entrenen para batallar. En privado, Jon se siente frustrado porque Sansa socavó su autoridad; Sansa no quiere que Jon cometa los mismos errores por los que murieron su padre Ned y su hermano Robb. Un mensaje de Cersei Lannister llega a Invernalia pidiéndole al Rey en el Norte que se arrodille ante ella. Jon cree que los Lannister no son ninguna amenaza para el Norte, pero Sansa sabe que Cersei es una mujer muy peligrosa.
Meñique (Aidan Gillen) intenta intimidar a Sansa, quien permanece al margen. Ella le dice a Brienne de Tarth (Gwendoline Christie) que no pueden expulsarlo porque todavía necesitan el apoyo militar del Valle.

### En Desembarco del Rey
Los rumores del inminente regreso de Daenerys a Poniente llegan a Cersei Lannister (Lena Headey), quien comienza a darse cuenta de que ella y Jaime Lannister (Nikolaj Coster-Waldau) están rodeados de enemigos y muy pocos aliados. Euron Greyjoy (Pilou Asbæk) llega a Desembarco del Rey con la Flota de Hierro, ofreciéndole a Cersei una alianza y matrimonio. Cersei rechaza la oferta de Euron porque no es digno de confianza. Euron se va, prometiendo volver y conquistarla con un regalo muy valioso.

### En Antigua
Samwell Tarly (John Bradley) se da cuenta de que su entrenamiento de maestría incluye menos investigación de la que esperaba y a cambio, debe realizar una excesiva cantidad de trabajo de baja categoría. El Archimaestro Ebrose (Jim Broadbent) niega la solicitud de Sam para acceder al área restringida de la biblioteca; Ebrose le dice a Sam que le cree en sus advertencia sobre los Caminantes Blancos, pero confía en el Muro. Más tarde, Sam roba una llave del área restringida y roba algunos libros en las altas horas de la noche. Sam se entera de un depósito secreto de vidriagón debajo de la montaña de Rocadragón, e informa a Jon Snow a través de un cuervo.
Jorah Mormont (Iain Glen), con un alto progreso de psoriagrís, es un paciente aislado. Cuando Sam recoge el plato de comida de Jorah, éste le pregunta si Daenerys ha llegado a Poniente. Sam no lo sabe.

### En Rocadragón
Daenerys Targaryen (Emilia Clarke) y su flota llegan a Rocadragón. Ella y sus asesores entran al castillo. Ella observa una bandera de la casa Baratheon y la tira al suelo. A solas con Tyrion Lannister (Peter Dinklage) en la sala del consejo, ella le pregunta: "¿Comenzamos?"

## Producción

### Guion
"Rocadragón" fue escrito por los creadores de la serie, David Benioff y D. B. Weiss. La conversación entre Sansa Stark y Jon Snow muestra el persistente resentimiento de Sansa porque no se le ha acreditado lo suficiente por haber asegurado la alianza con el Valle. El diálogo entre Jaime y Cersei enfatiza que, con sus hijos muertos, Cersei no tiene restricciones morales y carece de la preocupación de Daenerys por los inocentes. Los escritores excluyeron deliberadamente el diálogo en la escena de Rocadragón con la llegada de Daenerys para preservar la tensión del momento.

### Reparto
El episodio vio la introducción de Jim Broadbent como el Archimaestro Ebrose en Antigua. Su incorporación en la serie fue anunciado por HBO a Entertainment Weekly en agosto de 2016, y en ese momento solo se reveló como un papel "significante" en la séptima temporada. En una entrevista posterior, Broadbent reveló su papel en la serie, y que compartiría sus escenas con John Bradley, quien interpreta a Samwell Tarly.
Antes de la emisión del episodio, se anunció que el músico Ed Sheeran haría una aparición en algún momento durante la temporada. Según David Benioff, habían intentado durante años intentar que él se presentara en el programa como sorpresa para Maisie Williams, quien interpreta a Arya Stark en la serie y es fanática de Sheeran. Antes del lanzamiento oficial del episodio, Sheeran declaró sobre su aparición que "nada emocionante sucede en esta escena, solo tenemos una conversación y eso es todo". En "Rocadragón", Sheeran interpreta a un soldado de Lannister, a quien Arya encuentra cuando ella lo escucha cantar una canción que no le es familiar. La canción se origina en la secuela de libros Canción de Hielo y Fuego de George R. R. Martin, de la cual se adaptan las series de televisión y se titula "Hands of Gold".

## Recepción
"Rocadragón" fue visto por 10.11 millones de espectadores en su primera emisión por HBO, horas más tarde la cifra se elevó a 16.1 millones, lo que lo convierte en el episodio más visto de la serie hasta el momento. También tuvo una tendencia de 2.4 millones de tuits en Twitter durante su emisión, y fue pirateado más de 90 millones de veces en los primeros tres días de su estreno. El 2 de agosto de 2017, la cadena anunció que el capítulo estaba a punto de superar los 30 millones de espectadores en Estados Unidos en todas las plataformas nacionales de la red.

### Crítica
El episodio recibió elogios generalizados por parte de la crítica. Tiene una calificación del 96% en Rotten Tomatoes con una puntuación de 8.4/10. El consenso del sitio dice "con un abrumador comienzo, Game of Thrones traza un camino seguro para su tramo final ansiosamente anticipado".
Matt Fowler, de IGN, escribió en su reseña que el episodio "preparó de manera sublime el escenario para la Temporada 7 con cierta venganza justa, una nueva alianza, un regreso a casa dramático (y silencioso) y una secuencia sorprendentemente genial del Perro". Le dio al episodio un 8.8/10. Erik Kain, de Forbes, también elogió al episodio escribiendo "este fue fácilmente uno de mis estrenos favoritos de cualquier temporada de Game of Thrones. Es una prueba del poder y la calidad del programa que se mantiene hasta ahora".
Ed Sheeran recibió críticas variadas sobre su parición en una escena. Él borró su cuenta de Twitter poco después. Gran parte de las críticas se referían al hecho de que no hubo ningún intento de disfrazarlo en sus cameos, mientras que otros artistas como Will Champion de Coldplay y Gary Lightbody de Snow Patrol fueron más difíciles de detectar en sus escenas.